# Поље алгебарских бројева
У апстрактној алгебри поље алгебарских бројева се означава са F и представља коначно проширење поља рационалних бројева Q, то јест, поље које садржи поље рационалних бројева и има коначну димензију, када се посматра као векторски простор над Q. Ова поља су врло важна у теорији бројева и представљају центар студија која се баве теоријом алгебарских бројева.
Појам се ослања на сам концепт поља у математици, које представља алгебарску структуру сачињену од скупа елемената и две операције дефинисане на том скупу. Те операције се називају сабирање и множење и да би чиниле поље морају имати својство дистрибутивности.
Концепт поља је увео Дедекинд, који је користио немачку реч Körper (тело) за овај појам. Најједноставнији пример је управо поље рационалних бројева Q. Поље реалних бројева R и поље комплексних бројева C су такође примери поља алгебарских бројева.

## Дефиниција

### Предуслови
Појам поља алгебарских бројева ослања се на концепт поља. Поље се састоји од скупа елемената заједно са две операције, наиме сабирање и множење, и неке претпоставке дистрибутивности. Истакнути пример поља је поље рационалних бројева, које се обично означава као{\displaystyle \mathbb {Q} }, заједно са уобичајеним операцијама сабирања и множења.
Други појам потребан за дефинисање поља алгебарских бројева су векторски простори. У мери у којој је овде потребно, векторски простори се могу сматрати састављеним од секвенци (или торки)
(x1, x2, …)
чије су компоненте елементи фиксног поља, као што је поље {\displaystyle \mathbb {Q} }. Било које две такве секвенце се могу сабрати додавањем компоненти једна по једна. Штавише, било која секвенца се може помножити са једним елементом c фиксног поља. Ове две операције познате као сабирање вектора и скаларно множење задовољавају бројна својства која служе за апстрактно дефинисање векторских простора. Векторским просторима је дозвољени да буду „бесконачно-димензионални”, што значи да су секвенце које чине векторске просторе бесконачне дужине. Ако се, међутим, векторски простор састоји од коначних низова
(x1, x2, …, xn),
за векторски простор се каже да је коначне димензије, n.

### Дефиниција
Поље алгебарских бројева (или једноставно поље бројева) је проширење поља коначног степена поља рационалних бројева. Овде степен означава димензију поља као векторског простора преко {\displaystyle \mathbb {Q} }.

## Примери
- Најмање и најосновније поље бројева је поље {\displaystyle \mathbb {Q} } рационалних бројева. Многа својства општих бројевних поља су моделована према својствима {\displaystyle \mathbb {Q} }.
- Гаусови рационали, означени као {\displaystyle \mathbb {Q} (i)} (чита се као „{\displaystyle \mathbb {Q} } спојено {\displaystyle i}”), чине први нетривијални пример бројног поља. Његови елементи су изрази форме
{\displaystyle a+bi}
где су  и b рационални бројеви и i је имагинарна јединица. Такви изрази могу да се додају, одузимају и множе у складу са уобичајеним правилима аритметике, а затим се поједностављују коришћењем идентитета
{\displaystyle i^{2}=-1}.
Експлицитно,
{\displaystyle {\begin{matrix}(a+bi)+(c+di)&=&(a+c)+(b+d)i\\(a+bi)\cdot (c+di)&=&(ac-bd)+(ad+bc)i\end{matrix}}}
Гаусови рационални бројеви различити од нуле су инверзибилни, што се може видети из идентитета
{\displaystyle (a+bi)\left({\frac {a}{a^{2}+b^{2}}}-{\frac {b}{a^{2}+b^{2}}}i\right)={\frac {(a+bi)(a-bi)}{a^{2}+b^{2}}}=1.}
Из тога следи да Гаусови рационали формирају бројно поље које је дводимензионално као векторски простор над {\displaystyle \mathbb {Q} }.
- Уопштеније, за било који бесквадратни цео број {\displaystyle d}, квадратно поље {\displaystyle \mathbb {Q} ({\sqrt {d}})} је бројевно поље добијено придруживањем квадратног корена од {\displaystyle d} пољу рационалних бројева. Аритметичке операције у овом пољу су дефинисане у аналогији са случајем Гаусових рационалних бројева, {\displaystyle d=-1}.
- Кружно поље
{\displaystyle \mathbb {Q} (\zeta _{n})}, where {\displaystyle \zeta _{n}=\exp {2\pi i/n}}
је бројно поље добијено из {\displaystyle \mathbb {Q} } спајањем примитивног {\displaystyle n}-тог корена јединице {\displaystyle \zeta _{n}}. Ово поље садржи све комплексне n-те корене јединице и његова димензија преко {\displaystyle \mathbb {Q} } је једнака {\displaystyle \varphi (n)}, где је {\displaystyle \varphi } Ојлерова фи функција.